# Манукян Геворг Мушегович
Геворг Мушегович Манукян (14 вересня 1998 ) — український дзюдоїст вірменського походження.

## Основні досягнення
2015
- European Cup (кадети) -81 кг, Загреб
- European Cup (кадети) -81 кг, Клуж-Напока
- Європейський літній олімпійський фестиваль -81 кг, Тбілісі

2016
- European Cup (юніори) -81 кг, Гдиня
- European Cup (юніори) -81 кг, Прага

2017
- European Cup (юніори) -81 кг, Афіни
- European Cup (юніори) -81 кг, Каунас
- European Cup (юніори) -81 кг, Гдиня

2018
- European Cup (юніори) -81 кг, Гдиня
- Чемпіонат Європи U21 -81 кг, Софія

2019
- European Cup -81 кг, Братислава

2020
Чемпіонат Європи U23 81 кг Пореч
2021
- European Judo Open -81 кг, Загреб